# Mislinja (flod)

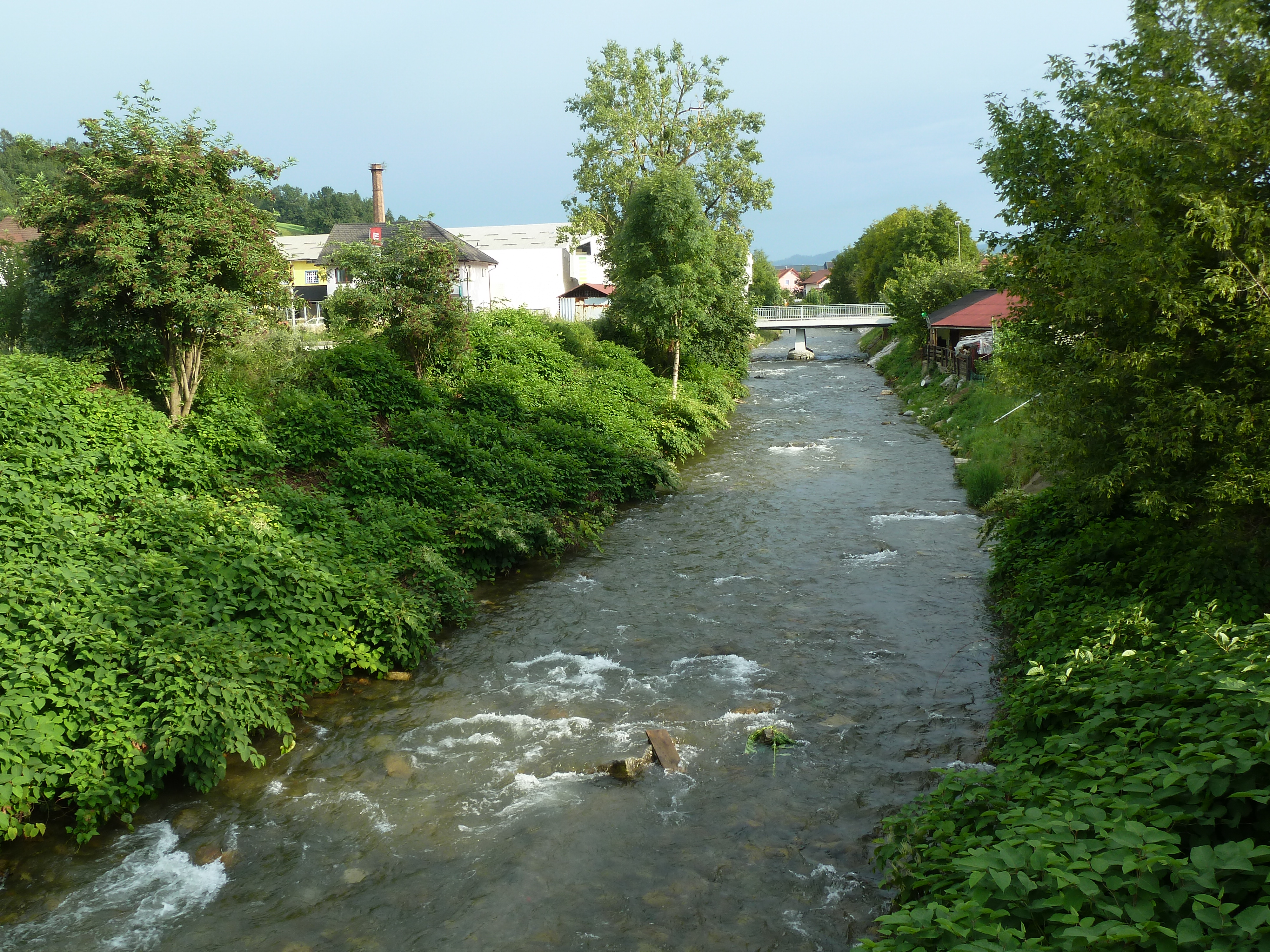
Mislinja

Mislinja är en flod i norra Slovenien som rinner genom städerna Mislinja och  Slovenj Gradec. Den mynnar ut i floden  Meža innan den i sin tur mynnar ut i Drava. Mislinja är 36 kilometer lång.